# Чемпионат мира по футболу 2022 (отборочный турнир, УЕФА, группа B)
Жеребьёвка отборочного турнира европейской квалификации чемпионата мира 2022 прошла в Цюрихе 7 декабря 2020 года. В группу B зоны УЕФА попали сборные по футболу следующих стран: Испания, Швеция, Греция, Грузия и Косово.
Матчи в группе B прошли с 25 марта 2021 года по 14 ноября 2021 года.
Сборная Испании, занявшая первое место, вышла в финальную часть чемпионата мира напрямую. Сборная Швеции, занявшая второе место, принимала участие в стыковых матчах за право выхода в финальную часть турнира. Все остальные не прошли квалификацию и не попали в финальную часть.
| Поз | Команда | И | В | Н | П | МЗ | МП | РМ  | О  | Квалификация                        |     | Испания | Швеция | Греция | Грузия | Республика Косово |
| --- | ------- | - | - | - | - | -- | -- | --- | -- | ----------------------------------- | --- | ------- | ------ | ------ | ------ | ----------------- |
| 1   | Испания | 8 | 6 | 1 | 1 | 15 | 5  | +10 | 19 | Квалификация на Чемпионат мира 2022 |     | —       | 1:0    | 1:1    | 4:0    | 3:1               |
| 2   | Швеция  | 8 | 5 | 0 | 3 | 12 | 6  | +6  | 15 | Выход в раунд плей-офф              |     | 2:1     | —      | 2:0    | 1:0    | 3:0               |
| 3   | Греция  | 8 | 2 | 4 | 2 | 7  | 7  | 0   | 10 |                                     |     | 0:1     | 2:1    | —      | 1:1    | 1:1               |
| 4   | Грузия  | 8 | 2 | 1 | 5 | 7  | 13 | −6  | 7  |                                     | 1:2 | 2:0     | 0:2    | —      | 0:1    |                   |
| 5   | Косово  | 8 | 1 | 2 | 5 | 5  | 15 | −10 | 5  |                                     | 0:2 | 0:3     | 1:1    | 1:2    | —      |                   |

## Результаты
Расписание матчей было опубликовано УЕФА после жеребьёвки 10 декабря 2020 года в Цюрихе.

### 1 тур
| Испания    | 1:1   | Греция               |
| ---------- | ----- | -------------------- |
| Мората 33′ | отчёт | Бакасетас 57′ (пен.) |

| Швеция      | 1:0   | Грузия |
| ----------- | ----- | ------ |
| Классон 35′ | отчёт |        |

### 2 тур
| Грузия          | 1:2   | Испания                  |
| --------------- | ----- | ------------------------ |
| Кварацхелия 44′ | отчёт | Торрес 56′ · Ольмо 90+2′ |

| Косово | 0:3   | Швеция                                           |
| ------ | ----- | ------------------------------------------------ |
|        | отчёт | Аугустинссон 12′ · Исак 35′ · Ларссон 70′ (пен.) |

### 3 тур
| Греция               | 1:1   | Грузия          |
| -------------------- | ----- | --------------- |
| Какабадзе 76′ (авт.) | отчёт | Кварацхелия 78′ |

| Испания                             | 3:1   | Косово     |
| ----------------------------------- | ----- | ---------- |
| Ольмо 34′ · Торрес 36′ · Морено 75′ | отчёт | Халими 70′ |

### 4 тур
| Грузия | 0:1   | Косово     |
| ------ | ----- | ---------- |
|        | отчёт | Мурики 18′ |

| Швеция                | 2:1   | Испания  |
| --------------------- | ----- | -------- |
| Исак 6′ · Классон 57′ | отчёт | Солер 4′ |

### 5 тур
| Косово       | 1:1   | Греция        |
| ------------ | ----- | ------------- |
| Мурики 90+2′ | отчёт | Дувикас 45+1′ |

| Испания                                            | 4:0   | Грузия |
| -------------------------------------------------- | ----- | ------ |
| Гайя 14′ · Солер 25′ · Ф. Торрес 41′ · Сарабия 63′ | отчёт |        |

### 6 тур
| Греция                       | 2:1   | Швеция      |
| ---------------------------- | ----- | ----------- |
| Бакасетос 62′ · Павлидис 78′ | отчёт | Квайсон 80′ |

| Косово | 0:2   | Испания                      |
| ------ | ----- | ---------------------------- |
|        | отчёт | Форнальс 32′ · Ф. Торрес 90′ |

### 7 тур
| Грузия | 0:2   | Греция                              |
| ------ | ----- | ----------------------------------- |
|        | отчёт | Бакасетас 90′ (пен.) · Пелкас 90+5′ |

| Швеция                                       | 3:0   | Косово |
| -------------------------------------------- | ----- | ------ |
| Форсберг 29′ (пен.) · Исак 62′ · Квайсон 79′ | отчёт |        |

### 8 тур
| Косово            | 1:2   | Грузия                           |
| ----------------- | ----- | -------------------------------- |
| Мурики 45′ (пен.) | отчёт | Окриашвили 11′ · Давиташвили 82′ |

| Швеция                         | 2:0   | Греция |
| ------------------------------ | ----- | ------ |
| Форсберг 59′ (пен.) · Исак 69′ | отчёт |        |

### 9 тур
| Грузия               | 2:0   | Швеция |
| -------------------- | ----- | ------ |
| Кварацхелия 61′, 77′ | отчёт |        |

| Греция | 0:1   | Испания            |
| ------ | ----- | ------------------ |
|        | отчёт | Сарабия 26′ (пен.) |

### 10 тур
| Греция      | 1:1   | Косово       |
| ----------- | ----- | ------------ |
| Масурас 44′ | отчёт | Ррахмани 76′ |

| Испания    | 1:0   | Швеция |
| ---------- | ----- | ------ |
| Мората 86′ | отчёт |        |

## Бомбардиры
4 мяча
| - Хвича Кварацхелия | - Ферран Торрес | - Александер Исак |

3 мяча
| - Тасос Бакасетас | - Ведат Мурики |  |

2 мяча
| - Альваро Мората - Дани Ольмо - Пабло Сарабия | - Карлос Солер - Робин Квайсон | - Виктор Классон - Эмиль Форсберг |

1 мяч
| - Тасос Дувикас - Йоргос Масурас - Вангелис Павлидис - Димитриос Пелкас - Зурико Давиташвили | - Торнике Окриашвили - Хосе Гайя - Жерар Морено - Пабло Форнальс | - Амир Ррахмани - Бесар Халими - Людвиг Аугустинссон - Себастиан Ларссон |

1 автогол
| - Отар Какабадзе (в матче против Греции) |